# Попов, Владимир Васильевич (генерал)
Владимир Васильевич Попов (8 декабря 1889, Херсон — 1982) — русский офицер, герой Первой мировой войны, комбриг Красной Армии (1936)

## Биография
В 1908 г. окончил Одесский кадетский корпус, в 1911 г. — Павловское военное училище. Участник Первой мировой войны.
26 сентября 1916 г., будучи штабс-капитаном лейб-гвардии Волынского полка, был награждён Георгиевским оружием.
В 1917 г. окончил ускоренный курс Николаевской военной академии; затем — капитан, обер-офицер для поручений при штабе 31-го армейского корпуса.
В августе 1919 г. — начальник штаба 58-й стрелковой дивизии Красной Армии; участвовал в походе южной группы войск (части РККА на правобережье Днепра) к Киеву (август-сентябрь 1919 г.). Награждён орденом Боевого Красного Знамени (Приказ РВСР № 360 1920). С 7 июля 1920 по 12 мая 1921 г. — начальник 58-й стрелковой дивизии, с февраля 1930 по август 1931 г. — командир 25-й стрелковой дивизии, затем — 96-й стрелковой дивизии, начальник штаба стрелкового корпуса, начальник оперативного управления Киевского военного округа.
Помощник начальника курсов «Выстрел». Арестовывался по делу «Весна» (обвинение в руководстве Украинской контрреволюционной организацией); вину не признал, был освобождён.
Помощник начальника Военно-инженерной академии. С 17 февраля 1936 г. — в звании комбрига. Старший преподаватель кафедры тактики Военно-инженерной академии.
Имя В. В. Попова содержится в «Списке Москва-Центр» от 12.09.1938 лиц, предназначенных к осуждению по 2-й категории, подписанном Молотовым и Ждановым. 
Вышел в отставку в звании полковника.

## Награды
- Георгиевское оружие (ВП 26.09.1916)
- Орден Боевого Красного Знамени (1920; Приказ РВСР № 360)